# Paseky nad Jizerou
Paseky nad Jizerou jsou horská obec v okrese Semily v Libereckém kraji. Leží v západních Krkonoších na pomezí Jizerských hor, na pravé straně Jizerského dolu. Žije zde 247 obyvatel; množství chalup a dalších objektů slouží dnes rekreačnímu pobytu. Severní část území obce patří do Krkonošského národního parku, jižní část včetně hlavních sídelních celků do CHKO Jizerské hory.

## Historie
První písemná zmínka o obci pochází z roku 1713.[zdroj?]
Obec byla patrně založena v 16. století, nejstarší záznam pochází však až z roku 1654. Nejstarší částí byl Makov, kde byly již v té době sklářské hutě, a Havírna, kde se těžilo stříbro. Postupem času ustupovaly lesy v okolí lidské činnosti a na nových pasekách se objevovaly další chalupy, jejichž obyvatelé byli namnoze tkalci. Kameny z původně lesnatých ploch jsou soustředěny do dnes již zarostlých hromad.

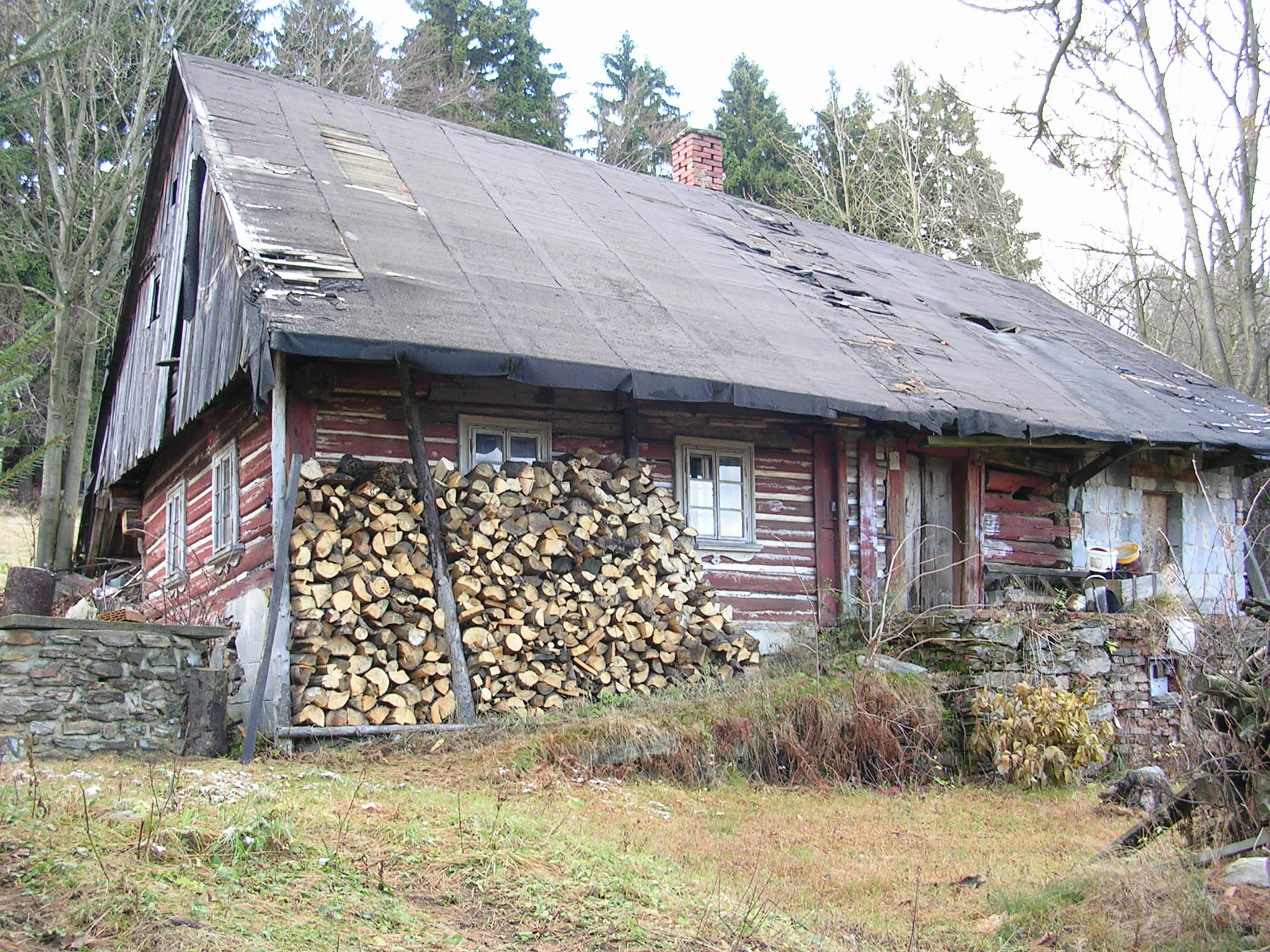
Chaloupka č. p. 116

V roce 1789 byl postaven kostel a roku 1791 byla v Pasekách zahájena pravidelná školní výuka. V místní škole učili národní buditelé, kantor Josef Šimůnek a jeho pomocník Věnceslav Metelka, kteří se stali iniciátory bohatého hudebního, divadelního, literárního a vůbec kulturního života obce. Věnceslav Metelka se jako samouk vyučil houslařem a založil rodovou houslařskou tradici, z níž vzešla takzvaná krkonošská houslařská škola, dosud ve světě živá v rodech Pilařů, Špidlenů a Vedralů. Po druhé světové válce na čas oživil hudební tradici pasecký učitel houslí František Vedral, ale koncem padesátých let kapela i ochotnické divadlo zanikly. V sedmdesátých letech 20. století působil v obci a chrámu svatého Václava páter MUDr. Ladislav Kubíček. V roce 1980 vzniklo při kostele pěvecké sdružení Svatováclavský sbor, které má nyní přes 30 členů a od roku 1990 pořádá každoročně Pasecké hudební slavnosti; v orchestru sboru účinkují převážně profesionální hudebníci.
Obec je dějištěm realistického románu Karla Václava Raise Zapadlí vlastenci. Jeho děj je zasazen do 40. let 19. století a Paseky jsou v něm přejmenovány na Pozdětín, Rais při tvorbě čerpal z Metelkových pamětí, ceněného díla lidového písmáctví.
V největším rozkvětu byly Paseky v roce 1869, kdy zde bylo evidováno 212 domů s popisnými čísly a 1710 obyvatel. Poté osídlení pomalu opět ustupovalo. Přestože osídlení Pasek bylo vždy téměř výhradně české, po Mnichovské dohodě byly jako součást Sudet připojeny k Německu. I když se obyvatelů Pasek přímo nedotkl ani poválečný odsun Němců, došlo k masovému úbytku stálých obyvatel a většinu chalup skoupili rekreanti. Louky v péči státního statku byly zčásti poškozovány těžkou mechanizací, zčásti zanedbány. V roce 1979 byla v Pasekách zrušena i škola.

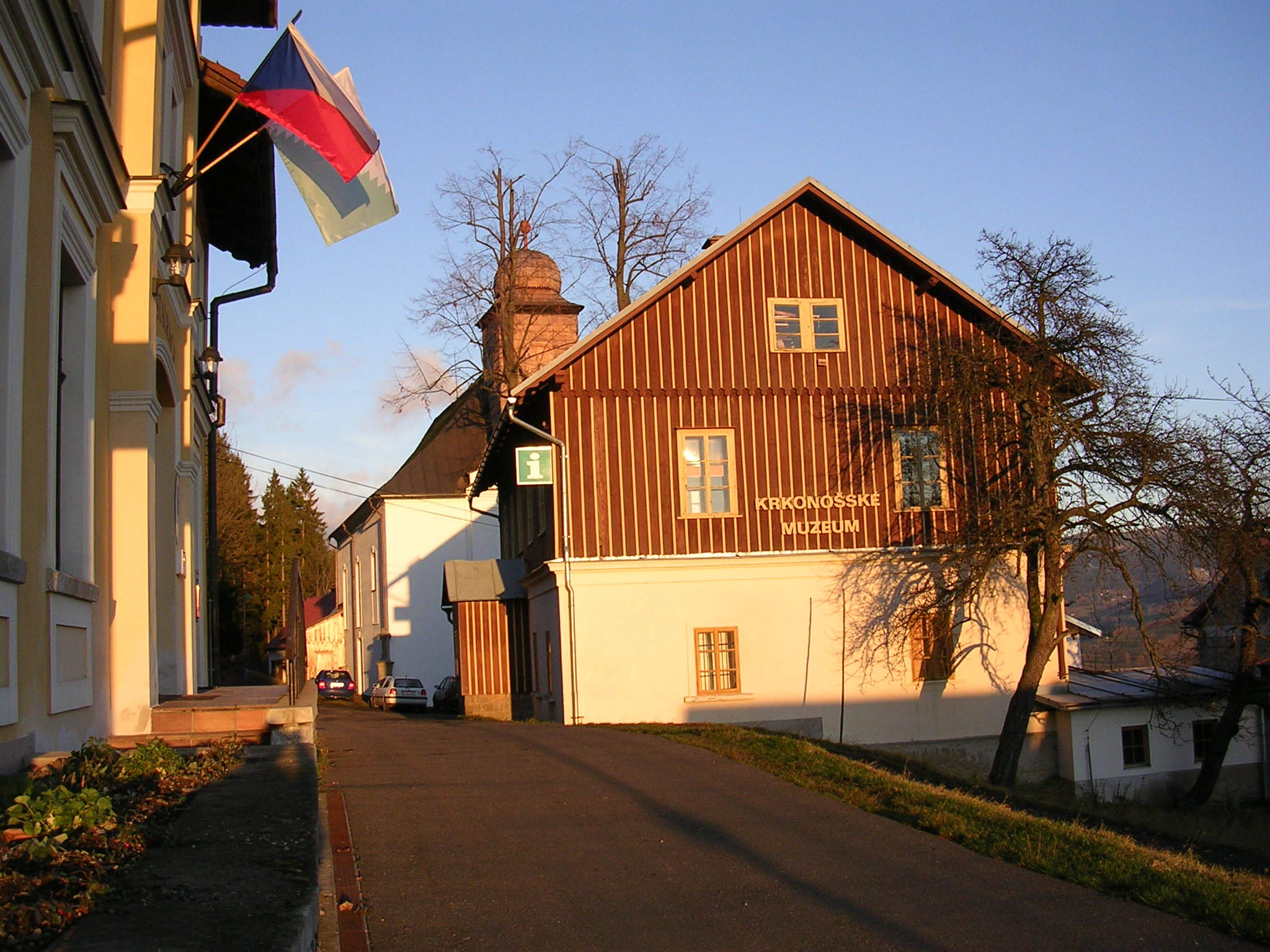
Centrum obce: vlevo restaurace a penzion Na Buďárce, sídlo pošty a obecního úřadu. Vpravo Památník zapadlých vlastenců v bývalé faře, za ním kostel svatého Václava.

Tělocvičná jednota Sokol byla v Pasekách založena roku 1896. V letech 1936–1938 byla s pomocí družebního malostranského Sokola vybudována sokolovna, která se po druhé světové válce stala i místním kulturním střediskem. V lesíku u sokolovny bylo vybudováno i přírodní divadlo. Vyvrcholením činnosti byl první a zároveň poslední ročník týdenního hudebního a divadelního Paseckého festivalu v roce 1952, poté komunistický režim činnost Sokola zastavil a došlo k všeobecnému úpadku života obce. Sokolovna shořela roku 1967, kdy ji měla v pronájmu Československá armáda. V současné době (2008) má místní TJ Sokol přes 100 členů a zabývá se sportovními, hudebními i turistickými aktivitami, pořádá dětské letní tábory, podílí se na úklidu obce atd.
Od roku 1888 v Pasekách působí také sbor dobrovolných hasičů. V minulosti místní hasiči pořádali bály a hráli i ochotnické divadlo v hospodě U Soukupů, později v hostinci U Houslařů. V roce 1931 utvořili hasiči z Havírny samostatný sbor.
Dále od roku 2010 působí v obcí občanské sdružení Paseky outdoor o.s., které organizuje místní sportovní a kulturní akce.
V roce 1991 se Paseky přihlásily do Programu obnovy venkova a v rámci tohoto programu byl vypracován a schválen Územní plán sídelního útvaru Paseky nad Jizerou.
V obci se nachází podniky Dřevovýroba FUKNER s. r. o., výrobce kartonových a lepenkových obalů EMBA s. r. o. a ovčí farma Zvonice.
Místní historii se věnuje Muzeum zapadlých vlastenců v budově bývalé fary, vedle kostela svatého Václava a naproti restauraci Na Buďárce. Muzeum se věnuje činnosti houslaře a písmáka Věnceslava Metelky i spisovatele Karla Václava Raise, životu zdejších horalů v 19. století, houslařství a tkalcovství. Památník byl zřízen roku 1958 v přízemních místnostech fary, roku 1975 byl rekonstruován podle scénáře PhDr. Jaromíra Jecha, znalce a vydavatele Metelkova díla. Roku 1978 byla expozice rozšířena do horního patra. Muzeum v současné době spadá pod Správu Krkonošského národního parku.

## Popis

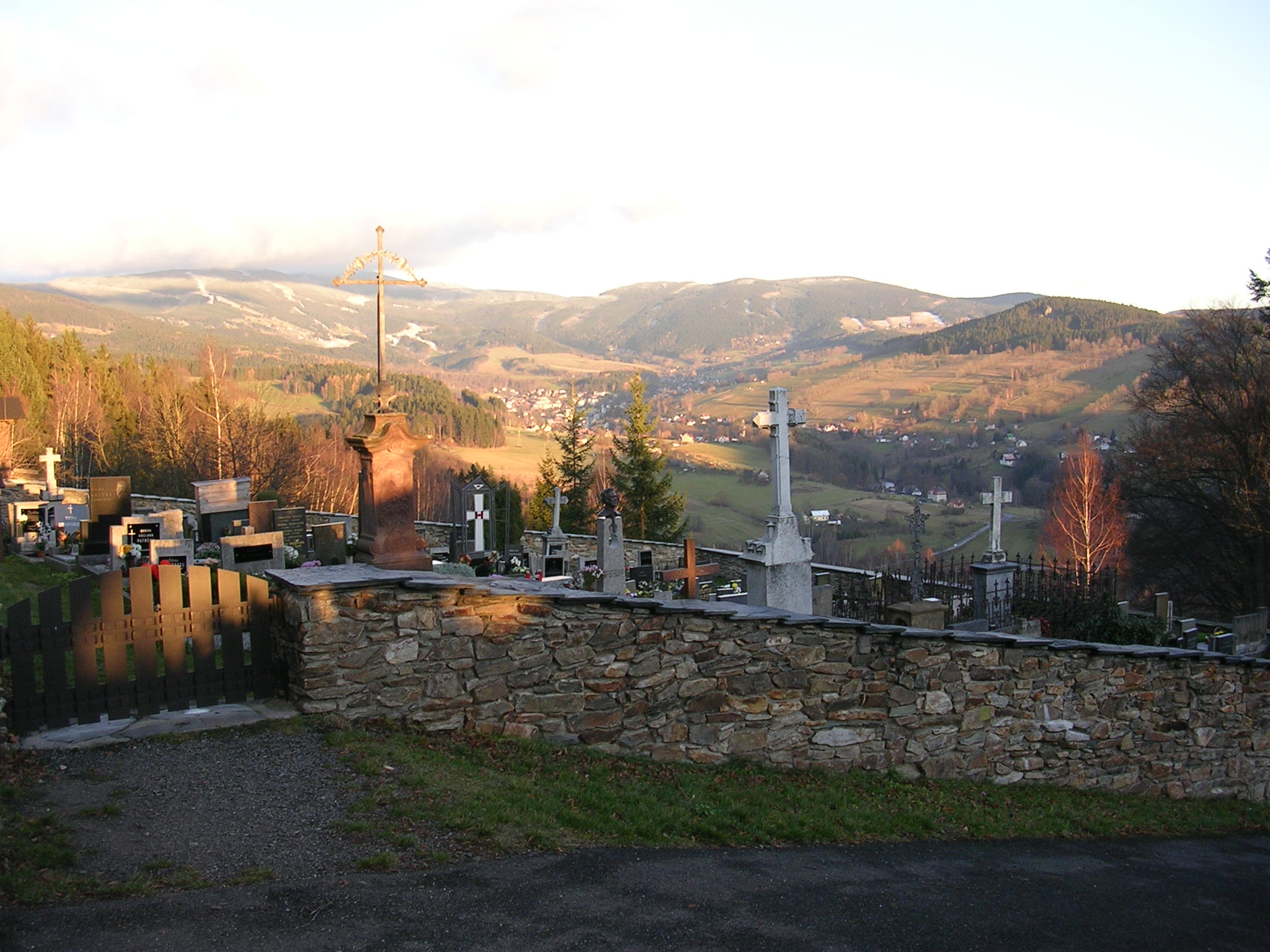
Pasecký hřbitov s výhledem na Rokytnici a Krkonoše

Obec je tvořena několika osadami a množstvím horských chalup rozesetých po stráních. Celou obec zahrnuje jedno katastrální území. Základní sídelní jednotky jsou v obci statisticky evidovány tři: Paseky nad Jizerou, Havírna a Makov. Havírna je pás osídlení v údolí Havírenského potoka, jižně od vrchu Hromovka a severně od vrchu Mechovice (803 metrů), a sestává ze sídelních lokalit Za Vrškem, Na Piavě, Lomička, Suchá atd. Makov je osídlení v jižní části obce, v údolí Makovského potoka. Severozápadní část obce, s několika lyžařskými vleky a sjezdovkami, se nazývá Hořensko, a seskupení chalup na východním úbočí kopce Javorníka (822 metrů) se jmenuje Tomšov. Při silnici nedaleko Tomšova stojí dávná hospůdka Na Perlíčku neboli Na Prdku. K obci patří i lesnatá oblast (s převážně smrkovými lesy) severně od Havírny, s kopci Hromovka (916 metrů), Bílá skála (968 metrů) a Kapradník (910 metrů) a osadou Zabyly v údolí Jizery. Nejnižším bodem území obce je hladina Jizery, 476 metrů.
Obec sousedí na západě s obcemi Zlatá Olešnice a Kořenov (k. ú. Rejdice, Příchovice a Polubný), na severozápadě Jizerou s územím města Harrachov, na východě Jizerou s územím města Rokytnice nad Jizerou (k. ú. Dolní Rokytnice), na jihu s územím města Vysoké nad Jizerou (k. ú. Sklenařice) a města Jablonec nad Jizerou.

## Obyvatelstvo
| Rok            | 1869  | 1880  | 1890  | 1900  | 1910  | 1921  | 1930  | 1950 | 1961 | 1970 | 1980 | 1991 | 2001 | 2011 | 2021 |
| -------------- | ----- | ----- | ----- | ----- | ----- | ----- | ----- | ---- | ---- | ---- | ---- | ---- | ---- | ---- | ---- |
| Počet obyvatel | 1 516 | 1 492 | 1 439 | 1 340 | 1 305 | 1 019 | 1 044 | 595  | 539  | 428  | 367  | 293  | 256  | 243  | 255  |
| Počet domů     | 222   | 230   | 230   | 234   | 246   | 245   | 249   | 244  | 173  | 145  | 126  | 264  | 274  | 264  | 272  |

## Obecní správa
Mezi lety 1869–1975 Paseky nad Jizerou byly obcí v okrese Jilemnice (1869–1950) a později v okrese Semily. Od 1. ledna 1976 do 31. srpna 1990 patřily jako část města k Rokytnici nad Jizerou a od 1. září 1990 je opět samostatnou obcí.

### Obecní symboly
Znak a vlajka byly obci uděleny rozhodnutím předsedy Poslanecké sněmovny Parlamentu České republiky dne 9. října 2007.

## Pamětihodnosti

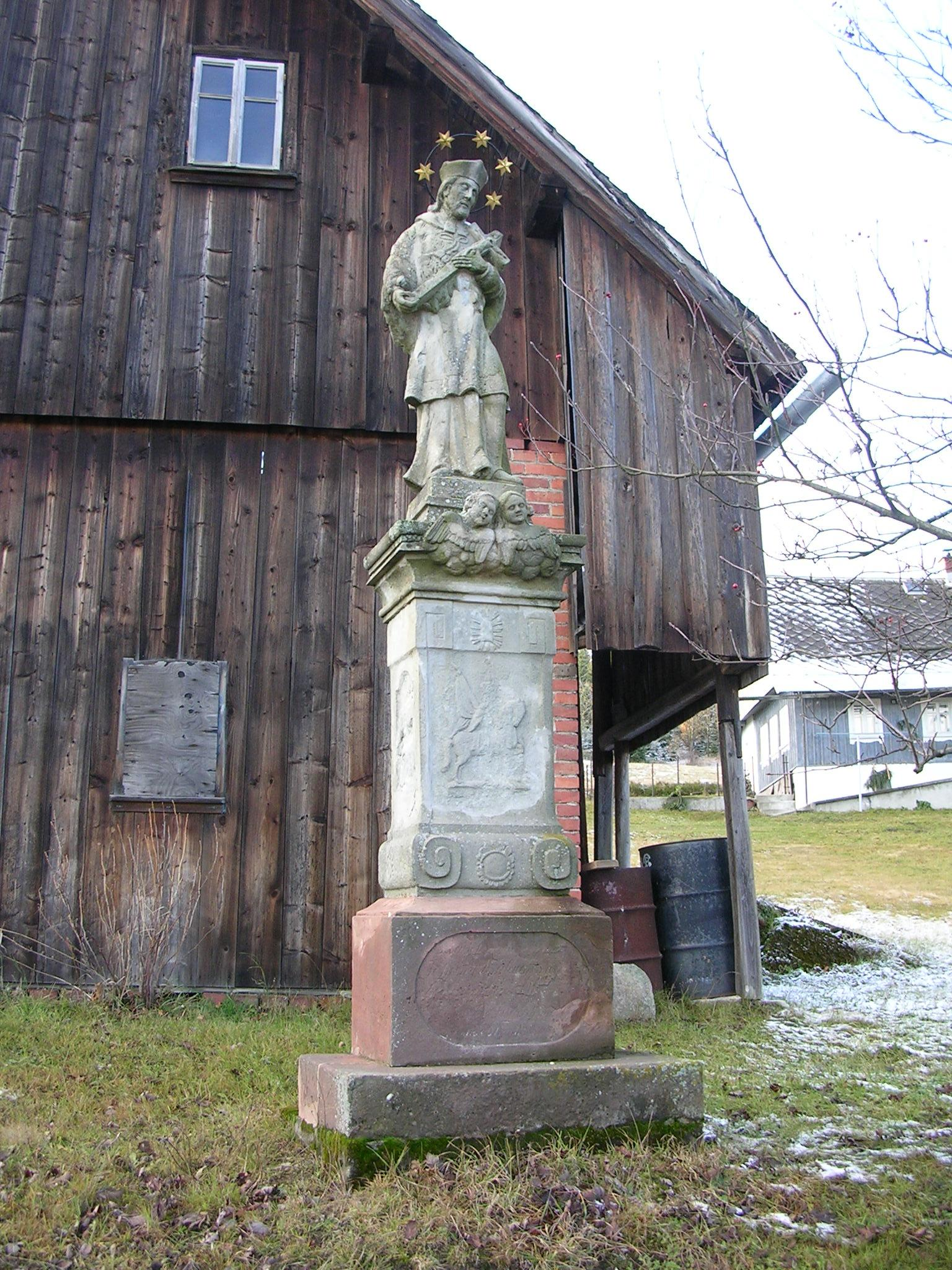
Svatý Jan Nepomucký Za Vrškem

- lidové přízemní roubené chalupy vysockého typu; některé z nich jsou zapsané v seznamu kulturních památek
- kostel svatého Václava, barokní z roku 1789
- krucifix na hřbitově u kostela, z roku 1825
- socha svatého Jana Nepomuckého v Makově u staré školy, barokní z počátku 18. století, poblíž Boží muka
- socha svatého Jana Nepomuckého v Hořensku, barokní z počátku 18. století
- socha svatého Jana Nepomuckého Za Vrškem, barokní z počátku 18. století
- socha Panny Marie (1903) a socha Panny Marie bolestné (Pieta) (1902) poblíž středu obce
- replika kapličky Nejsvětější Trojice v lokalitě Na Kopci (při Planýrce, u Havírny)
- Makovský vodní mlýn
- roubená škola z 18. století
- krucifix nad domem č. p. 90
- Krkonošské muzeum – Památník zapadlých vlastenců v budově bývalé fary

## Turistika

### Ubytování
Tradiční průmysl je již v Pasekách utlumen a hlavním předmětem podnikání je zimní i letní turistický ruch. Ubytování hotelového typu nabízejí penzion U Sadílků,hotel Albert, penzion Na Buďárce (sídlo pošty a obecního úřadu), ubytovna TJ Sokol, ubytovna Pragovka a hostinec Na Perlíčku neboli Na Prdku, ale ubytování v soukromí nabízí na obecních stránkách i přes 15 majitelů chalup.

### Lyžařské středisko
Na území obce je 7 lyžařských vleků. Dva souběžné vleky (D1 a D2) o délce 1160 metrů (převýšení 220 až 240 metrů) vedou od parkoviště v údolí Makovského potoka do stráně Hořenska (červené sjezdovky Víťova a Strýčkova a modré Prdecká magistrála a Potůček), s nimi je souběžný další vlek (D4, Pizar s. r. o.) o délce 750 metrů, začínající ve vyšší poloze, u hostince U Hermíny, (s červenými sjezdovkami Jindrovka I a II a modrými Turistická a Superturistická; červená Strýčkova sjezdovka je společná všem třem vlekům). Dva krátké vleky (D5 a D7, délka 280 a 100 metrů) se nacházejí v sousedství Superturistické sjezdovky. Dva kratší vleky (D3 a D6, délka 232 a 120 metrů) obsluhují modrou sjezdovku Johanka.
Z pěti veřejně inzerovaných vleků jsou tři (D1 až D3) obecní a dva (D4 a D5) vlastní Pizár, s. r. o.

### Turistické trasy
Staré cesty mají tradiční názvy: Planýrka vede po vrstevnici po úbočí Jizery a je značena modrou turistickou značkou, podél Planýrky se nacházejí skupinky chalup s názvy Na Kopci a Na Boře. Buďárka vede od Rokytnice do Hořenska a v části je značena zelenou turistickou značkou. Od Hvězdy ke Kapradníku vede Rovná cesta, od Rejdic ke Kapradníku Rejdická cesta, z Tesařova kolem Hromovky k Havírně cesta Famberka, souběžně o něco níže Údolní cesta, od Hromovky k Zabylám Zabylská pěšina,
Po tradiční cestě Planýrce prochází obcí zhruba severojižním směrem modře značená pěší trasa KČT č. 1823 z Vysokého nad Jizerou do Dolního Kořenova, z jihovýchodu na severozápad zčásti po cestě Buďárce zeleně značená trasa č. 4270 z Jablonce nad Jizerou k hostinci Na Perlíčku (Na Prdku). Po silničce na západním okraji obce vede od Jablonce nad Jizerou směrem do Příchovic kolem hostince Na Perlíčku žlutě značená trasa č. 7219. V severozápadní lesnaté části protíná území obce ještě zeleně značená trasa č. 3978 od Příchovic do Dolního Kořenova. Některé z pěších tras jsou na směrovkách a mapách označeny jako vhodné i pro běžkaře.
Do obce zasahují dva systémy značení cyklotras, cyklotrasy KČT a cyklotrasy Správy KRNAP. Cyklotrasa KRNAP č. 3 prochází mohutným obloukem celé území Pasek: nejprve od Kořenova (Na Mýtě) po Planýrce a pak zpět kolem Perlíčku a Bosny a po Famberce do Kořenova. Cyklotrasa KČT č. 22 vede po Planýrce společně s cyklotrasou KRNAP č. 3, z Makova ale pokračuje údolím Makovského potoka směrem do Rokytnice. Zhruba souběžně se žlutou pěší trasou č. 7219 je červeným pásovým značením vybavena cyklotrasa KČT č. 3018 (dříve 4170). Z křižovatky Planýrky a Buďárky vede po Buďárce modré pásové značení cyklotrasy KČT č. 3085, nejprve souběžně se zeleně značenou pěší trasou č. 4270, pak po Famberce společně s trasou KRNAP č. 3.